# Grad Stupnik
za druge pomene glej Stupnik (razločitev) in Gornji Stupnik
Koordinati:   45°45′17″N, 15°50′09″E
Grad Stupnik je bil srednjeveški grad in gospostvo zahodno od Zagreba, južno od Save in stare ceste iz Zagreba v Samobor. Področje je dvignjeno 10 m nad ravnino doline Save po katerem je tekla stara  rimska cesta med  Emono (Ljubljana) in  Siscia (Sisak). Grad je bil prepuščen v ruševine v začetku 17. stoletja ko se je uprava posesti prenesla na Kereštinec.

## Zgodovina
Posest Stupnik je v zgodovinskih virih prvič omenjena leta 1192 ko je v srednjeveškem hrvaškem kraljevstvu spadala v Okićko župo. Posest je pogosto menjala lastnika, tako da so bili mnogi fevdalci lastniki celotne župe ali njenih delov. V začetku 15. stoletja je bil lastnik zagrebški škof Ivan Alban. Ta je leta 1437 posest Stupnik podaril celjskemu grofu Frideriku II.. V posesti Celjskih je Stupnik ostal do izumrtja zadnjega Celjana po moški liniji Ulrika II. leta 1456. Pred letom 1472 je bil Stupnik pod upravo Susedgradsko-stubiškega gospostva in v lasti družine Frankopani-Henning, saj ga je tega leta Doroteja Frankopan-Henning svoj del podarila zagrebškim dominikancem. Preostali del gospostva Stupnik je leta 1564 kupil madžarsko-hrvaški plemič Ferenc Tahi. Ker je ta slabo in nasilno vladal svojemu področju je prišlo do kmečkega upora in pri sosednjem naselju in gospostvu Kerestinec je leta 1573 prišlo do boja s plemiško vojsko. Vodja upornih kmetov je bil Franjo Katrić iz Stupnika. Okoli leta 1575 je madžarska plemiška družina Erdödy prišla v posest Okićke gospostva in gospostva Kerestinec katerima je bila priključena tudi posest Stupnika. Grofje Erdödy so leta 1615 prevzeli patronat nad župnijo Stupnik in dali zgraditi veliko cerkev posvečeno Sv. Janezu Nepomuku.